# بخش پودور
بخش پودور (به لاتین: Podor Department) یک منطقهٔ مسکونی در سنگال است که در ناحیه سن لوئیس واقع شده‌است. بخش پودور ۱۲٬۹۴۷ کیلومتر مربع مساحت و ۳۷۰٬۷۵۲ نفر جمعیت دارد.